# Selkäsaari (ö i Södra Karelen, Imatra, lat 61,29, long 28,91)
Selkäsaari är en ö i Finland. Den ligger i sjön Kärinki och i kommunen Ruokolax i den ekonomiska regionen  Imatra ekonomiska region  och landskapet Södra Karelen, i den södra delen av landet, 250 km nordost om huvudstaden Helsingfors. Öns area är 4,2 hektar och dess största längd är 450 meter i öst-västlig riktning.